# Cicurina maya
Cicurina maya là một loài nhện trong họ Dictynidae.
Loài này thuộc chi Cicurina. Cicurina maya được Willis J. Gertsch miêu tả năm 1977.